# Гонсало Мароні
Гонсало Мароні (ісп. Gonzalo Maroni, нар. 18 березня 1999, Кордова) — аргентинський футболіст, півзахисник клубу «Бока Хуніорс» і молодіжної збірної Аргентини.

## Клубна кар'єра
Народився 18 березня 1999 року в місті Кордова. Вихованець футбольної школи клубу «Інституто». Дорослу футбольну кар'єру розпочав 2015 року в основній команді того ж клубу, в якій провів один сезон, взявши участь у 5 матчах другого дивізіону країни.
В кінці 2015 року Мароні перейшов до «Бока Хуніорс», де став тренуватися в академії клубу і виступати на молодіжному рівні. 16 травня 2016 року Мароні дебютував у аргентинській Прімері у матчі проти «Естудіантеса», вийшовши на заміну на 84-ій хвилині замість Алексіса Мессідоро. Відіграв за команду з Буенос-Айреса наступні два сезони своєї ігрової кар'єри.
2018 року був відданий на права оренди в «Тальєрес» і відіграв за команду з Кордови 13 матчів в національному чемпіонаті.
Влітку 2019 року Мароні перейшов до італійської «Сампдорії» на правах річної оренди з правом викупу за 15 мільйонів євро. Протягом сезону, проведеного в Італії, взяв участь лише у п'яти іграх Серії A, після чого повернувся до «Боки».

## Виступи за збірну
У 2019 році був викликаний до складу молодіжної збірної Аргентини до 20 років на молодіжний чемпіонат Південної Америки у Чилі. Там Мароні зіграв у шести матчах, забивши два голи і допоміг своїй збірній посісти друге місце. Цей результат дозволив команді кваліфікуватись на молодіжний чемпіонат світу 2019 року, куди поїхав і Гонсало.